# Mazda 323
El Mazda 323/Familia/Protegé ha sido producido como el Mazda 323/Astina en Europa, Norteamérica, Nueva Zelanda y Australia; y anteriormente conocido como el Mazda GLC; después como Mazda Protegé en Norteamérica.
Se fabricó oiginalmente en Japón entre 1963 y 2004 para el mercado exterior, y se sigue produciendo actualmente y solo para el consumo local en Japón.
Ha sido el vehículo Mazda más vendido en los EE. UU., y con más de 10 millones de unidades, se le ha catalogado como el coche más vendido a nivel mundial de la marca nipona. La siguiente generación, que aparece con una larga sucesión de nombres alrededor del mundo, tales como los 1000, 1200, 1300, 800, 808, Mizer GLC, 323, Allegro (nombre común en Centro y Suramérica) así como Protege, y mantuvo una alta tradición de fiabilidad mecánica y buen desempeño. En los EE. UU. fue originalmente llamado como el GLC (Great Little Car), y finalmente en 1990 conocido como Protegé y en Sudáfrica fue producido localmente y denominado Etude.
Es familiarmente conocido en Europa como 323, las denominaciones Astina o Protegé son más propias de los nombres claves del proyecto y únicamente fueron aplicadas a los modelos de la serie vendidos en Estados Unidos y Canadá así como en Europa, y se dice que sus últimas generaciones tienen como base el chasis del Ford Láser, también usado en el Mercury Metro, y que fuera diseñado en Norteamérica.

## Historial de producción
El 323 ha sido fabricado en Hiroshima (Japón), aunque fueron también ensamblados y/o construidos en China, Colombia, Malasia, Nueva Zelanda, Sudáfrica y Taiwán. En Norteamérica el 323/Protegé tuvo una entrada muy dura por la decisión de manufacturarlo en EE. UU. que le restó su calidad mecánica, aparte del alto nivel de competidores en esa gama en ese tiempo, como el Toyota Corolla, Renault Encore y el Honda Civic, como consecuencia de su origen totalmente japonés, y de su bajo coste comparado con el del 323 japonés.
Comparte en sus últimas generaciones la plataforma mecánica del Ford Láser, también usado en el Mercury Metro, y que fuera diseñada para el mercado norteamericano.

### Mazda 323 en China
La compañía china FAW Haima Automobile Co.Ltd., de la parte filial de Mazda en China produjo las variantes Mk.2, 3, 4 y 5. En el año de 1986 recibió un pequeño retoque en su línea la cual dejó de ser tan recta, este nuevo diseño le dio más impulso a las ventas y lo puso en los primeros lugares en ventas.
En el año 1988 llegaron dos modelos más a la familia 323: la versión SW (Station Wagon), y la más deportiva llamada Coupé, este último logró llamar más la atención del público más joven al cual estaba más enfocado.
Durante los siguientes años recibió retoques en sus defensas delanteras y traseras dándole un toque más robusto, mejorando mucho su línea; hasta cuando en el año 1998 donde se pasó de usar carburador al sistema de inyectores en sus motores para darle un poco de modernidad, al mismo tiempo se le dio un retoque tanto externo como interno, y fue tan exitosa su fórmula con el 323 que Ford dejó su plataforma de fabricación en China, y en algunos de sus vehículos por varios años se ensamblaron del CKD chino por sus excelentes logros en cuanto a la calidad se refieren; y actualmente produce una versión diseñada del nuevo del 323 llamado Haima Familia para el mercado local.
Estas vesriones están equipadas con un motor de gasolina de 1.6 litros, acoplado a una caja de cambios manual de 5 velocidades o en otra variante a una caja de cambios automática de 4 velocidades.

### Mazda 323 en Colombia
En el año de 1983 nace para Colombia el Mazda 323 como producto de la asociación de la Compañía Colombiana Automotriz; que hasta esa entonces era propiedad de Leonidas Lara, y que venía produciendo y ensamblando las partes y productos de Fiat y FSO (Fabryka Samochodów Osobowych), llamados FIAT Polski en Colombia. Los primeros modelos llegados a Colombia del 323 correspondían a la quinta generación de este auto, que ya se vendía desde el año 1985 en Japón y Estados Unidos; y que hacia parte de la empresa Japonesa Sumitomo Corp. de la cual era parte Toyo Kogyo Kaisha Ltd, la cual era la razón social de Mazda para entonces; y en esa entonces en el año 1984 pasa a denominarse con el nombre que hoy día se conoce:Mazda.
Los dos primeros modelos introducidos al país fueron un sedan de 1.5 cc y un hatchback de 1.3 cc, aún hoy día se ven algunos de estos primeros 323 rodando en las calles, lo cual demuestra porque fue en sus tiempos unos de los vehículos más confiables, aunque tenía sus defectos como todo auto, y que en el mercado local competía directamente con los Toyota Corolla y Honda Civic; a los cuales incluso llegó a ganarles en ventas en el país. En el año de 1986 recibió un pequeño retoque en su línea la cual dejó de ser tan recta, este nuevo diseño le dio más impulso a las ventas y lo puso en los primeros lugares en ventas, en el año 1988 llegaron dos modelos más a la familia 323: la versión Station Wagon y la más deportiva llamada Coupé, este último logró llamar más la atención a un público más joven al cual estaba más enfocado, durante los siguientes años recibió retoques en sus defensas delanteras y traseras dándole un toque más robusto, mejoró mucho su línea hasta el año 1998 donde pasó de usar carburador al sistema de inyectores en sus motores para darle un poco de modernidad, al mismo tiempo se le dio un retoque tanto externo como internoPor extraño que parezca la mirada "cuadrada" que caracterizó el vehículo durante los años 1980 y principios de los años 1990 permaneció hasta el final de la producción debido a la demanda del mercado local por las líneas del coche. La evolución del Mazda 323 se siguió en Colombia con un modelo que denominaron Allegro, esta era la evolución de aquel auto insignia pero por su buen número de ventas no lo podían sacar del mercado, por lo cual paso mejor a llamarse simplemente Allegro; sin que la mayoría de seguidores se dieran cuenta. En el 2004 se dio por terminado la fabricación así como su ensamblaje, que pretendieron sustituir desacertadamente con la llegada del Mazda Demio y así cubrir la gran demanda que hasta esos días tenía el 323, algo que no se dio, debido a los tipos de mercado a los cuales estaba enfocado el Demio. En el 2004 salió el que sería su verdadero sucesor, el llamado Mazda 3. y la producción del Mazda 323 siguió bien entrado el año 2004, ensamblado en Colombia  por su filial local para el mercado centro y suramericano, la Compañía Colombiana Automotriz.

## Variantes

### 1963-1967
La primera producción Familia apareció en octubre de 1963 y era un coche de dos puertas comercial llamado el Familia van. Fue afiliado en 1964 con una berlina, y fue vendido más tarde en otros mercados como los 800. Ambos fueron impulsados por un motor de aluminio de 782 centímetros cúbicos motor 4 en Línea. El Familia recibió un motor de 985 centímetros cúbicos más grande en 1965 y también fue introducida una variante de Cupé.

### 1967
El nuevo 323/Familia apareció en 1967 con un motor de 987 centímetros cúbicos, de tipo Wankel; lo que le proporcionaba a su vez una muy alta fiabilidad mecánica, pero con las consabidas restricciones de un motor rotativo. Fue vendido como el Mazda 1000 en algunos mercados. Este también formó la base para la serie Mazda R100, un coche de motor rotatorio pero con características de desempeño superiores. Después una variante con un motor de 1169 centímetros cúbicos, haciéndose llamar Mazda 1200, fue fabricado para la exportación.
El 323/Familia en 1970 presentó un motor 1.3 L TC y una nueva estilización. Fue exportado como el Mazda 1300 y Mazda 818.
El Gran Pequeño Coche o GLC de Estados Unidos debutó en 1977 primero como vehículo de tracción trasera, sustituyendo al 818/Mizer. Había una opción de coches con puerta de acceso de euipajes traser y con el cuerpo común de un coche familiar, ambos disponibles en versiones de 3 o 5 puertas.
Tres motores Mazda estaban en oferta, el 985 centímetros cúbicos, 1272 centímetros cúbicos TC, o 1416 centímetros cúbicos UC. Este compartió muchas partes con el Mazda más viejo, el RX-3. En Sudáfrica una versión con motor de 1600 centímetros cúbicos estaba disponible, sin embargo este modelo no tenía un motor Mazda a fin de satisfacer las regulaciones locales de aquel país, una unidad de 1.6 litros del Saturn-Mitsubishi fue usada. Este modelo fue sustituido en 1980, sin embargo los modelos de coche familiar siguieron en la producción hasta 1985. En 1981 un tratamiento en la carrocería fue dado a la variedad de coches, una reestolización en el tope delantero similar a lavariante de tracción delantera del Mazda 323/Familia, y el nombre Mazda 323 apareció por primera vez en modelos para exportación con esta nueva variante. Para los Estados Unidos, el GLC (nombre derivado de las siglas en inglés de Gran Pequeño Coche, como se le anunció) solo fue ofrecido con un motor a la vez. Nuevo GLC traslapado con Mizer, anticuado para 1977 y fue producido hasta 1980 antes de ser sustituido por GLC de la nueva generación. El Primer Mazda GLC era una versión del mercado Japonés, la cuarta generación del Mazda Familia.
Estaba disponible en varias variantes de carrocería:
- Coche de cuatro asientos de cinco puertas.
- Coche de cuatro asientos de tres puertas.
- Coche familiar de cuatro asientos de cinco puertas.
- Coche familiar de cuatro asientos de tres puertas.
- Furgoneta de dos asientos de tres puertas con un perfil de azotea ampliado

Los modelos de estas opciones estaban disponibles en varios niveles con diferentes motorizaciones.
Más tarde una caja de cambios manual de cinco velocidades fue introducida como una alternativa a la caja de cambios manual de cuatro velocidades original. Al mismo tiempo los 7 originales en (17.8 cm) alrededor de faros de viga sellados fueron sustituidos por las unidades de viga selladas del cuadrado en todos los modelos excepto la furgoneta, juntos con una estilización en general y mejora mecánica. Una caja de cambios automática de tres velocidades estaban también disponibles en todos los países a los cuales el modelo iba dirigido.

### 1977-1985
El 323/Familia o en Estados Unidos GLC fue lanzado en 1980, el coche y los modelos de furgoneta siguieron sin ninguna alteración. Una renovación en su carrocería fue dada a todos los coches en 1981, que dieron a los modelos el clip delantero (aunque con parachoques diferentes). La producción de los coches siguió hasta 1985. La siguiente versión del 323/Familia era completamente nueva, este salió de serie con el nuevo primer motor delantero de Mazda, la tracción delantera de coche subcompacto había sido desarrollada con algunas partes derivadas de los modelos Ford desarrollados en Alemania y España, y tenía un gemelo llamado el Ford Láser (y Ford Meteor para su modelo de cuatro puertas en Australia). Las variantes de 1.4 L UC fueron ofrecidas al usuario con las motorizaciones 1.3 L E3 y 1.5 L E5 como opciones de la gama. Para el mercado Japonés otros 2 modelos superiores fueron ofrecidos: el 2 puertas Familia XGI con un motor de 1500cc, el siguiente ymá potente fue un auto equipado con motor de inyección de punto para el combustible, y otra variante fue una denominada Turbo XGI R con un turbo de serie añadido. También este equipamiento fue ofrecido en su gemelo, el Ford Láser S; con las mismas especificaciones pero en números muy limitados.

### 1980-1985
Los 323 de 1980 presentaron un motor 1.5 L, y eran de tracción delantera. Estaban disponibles como un coche con portón trasero y berlina. Carol/323 1980 era el primer motor delantero, vehículo de tracción delantera de Mazda desde el R130. Una versión de coche familiar que era simplemente una versión renovada exteriormente del modelo anterior. Los 323 eran el Coche del Año en las revistas de Automovilismo en 1980. El modelo de la Familia de 1985 presentó muchas actualizaciones. Estaba disponible como un coche con portón trasero o berlina solo en el primer año, un coche añadido para 1986. Como antes, este engendró a un gemelo del Láser de Ford, vendido en la Asia-Océano-Pacífico. Las berlinas del Láser eran casi idénticas al Familia, pero con una rejilla de Ford. Por el contraste los modelos de coche con portón trasero del Láser usaron paneles completamente diferentes al Familia, aun siendo un diseño similar.
El Familia/323 formó la base de la del Escort de Ford 1991 y del Mercury. En 1991, el modelo hecho en Sudáfrica fue exportado al Reino Unido como el Sao Penza. Durante muchos años, este siguió en Sudáfrica como coche con portón trasero y furgoneta bajo Mazda y marcas de Ford como modelos de planta baja. Esta generación fue vendida durante el año 1989 en los Estados Unidos. El coche siguió junto a la generación sucesiva en la mayor parte de mercados hasta 1995, con una nueva rejilla y luces.
El modelo permaneció en la producción en Sudáfrica hasta 2003, como un modelo de nivel de entrada, también siendo vendido como el Ford Tonic, y fue brevemente vendido en el Reino Unido como el Sao Penza. Una recogida en la localidad fue diseñado y producido, se vendió como el Ford Bantam.
Una versión descapotable también fue producida tanto en Mazda 323 como en Láser de Ford, este no era una conversión. Esta generación del Familia (berlina) tenía portón trasero, introducido a partir de 1985, variantes que no compartieron ningunos paneles del cuerpo. Una política que muy posiblemente pudo haber conducido a las dificultades financieras de Mazda en el año 1990. El Familia Astina era un 5 puertas hatchback, la versión de este Familia vendido como el 323F o 323 Astina en otros mercados.

### 1989-1994
El 323 Mk. 7/Familia BG estaba disponible con portón trasero o formatos de berlina, con tracción delantera y 1.3 L, 1.5 L, 1.6 L, 1.8 gasolina o 1.7 motor diésel. En Norteamérica, el 323 berlina se hizo el Protegé, mientras el 323 con portón trasero permaneció con el mismo nombre. El Protegé estaba en rivalidad con el Corolla de Toyota y Honda Cívic, mientras el 323 con portón trasero compitió con el Metro Geo y Toyota Tercel.
El modelo GT solo vendido en Canadá en 1990, 1991 y 1993, vino con el Motor 1.8 (BP) junto también entre 1994-97 al Mazda Miata. Este tomó prestado el interior del modelo de GTX y tenía todas las opciones de fábrica, incluso un spoiler de tronco trasero no disponible en América. El Ford también tenía un gemelo llamado el Láser en el Océano Pacífico-asiático para esta generación, pero se vendió en los Estados Unidos como el Escort. Este ya no se parecía a las versiones de Mazda por fuera.
El JDM GTX modelo presentado como tracción delantera, diferenciales de resbalón limitados y 1.8 L Turboalimentados motor BP. En los Estados Unidos el Protege vino con un 1.8 no turbo, con el AWD. En 1992, JDM GT-R versión de reunión fueron añadidos varios realces de interpretación sobre el modelo de GTX: una caja de cambios más fuerte (G5M-R), el sodio llenó los tallos de válvulas de escape, un parachoques delantero agresivo y aberturas de gorro, motor más fuerte internamente, turbo mejorado más grande.
En Japón el coche con portón trasero de 5 puertas fue presentado con un final delantero distinto, aparece con faros, fue vendido como Mazda Familia Astina y Eunos 100. Las líneas netas en Japón incluyeron a Clair, Interplay, Suprem, y GT-X.El coche donó su mecánica y estética entre 1991-1996 al Ford Escort y al Mercuri, y entre 1994-1997 al Kia Sephia en Norteamérica, así como al Láser de Ford en Australia y Sudáfrica
En América la versión LX del Protegé se hizo conocida por su enorme interior para su clase, manejo deportivo y 125cv de potencia. Los modelos LX tenían ruedas de 14 pulgadas, frenos de disco delanteros y traseros y barras estabilizadoras duales. La producción de esta serie del modelo se terminó oficialmente el 24 de mayo de 1994.

### 1994-1998
El modelo BH de 1995 estaba disponible internacionalmente, el modelo BH fue liberado para el Mercado Doméstico Japonés el año anterior, en 1994, tanto con tracción delantera como con traccíon a las cuatro ruedas. La producción de esta generación comenzó el 8 de agosto de 1994 y se cesó el 18 de junio de 1998.
Sin embargo Japón vio realmente un modelo extraño con esta generación después de 1995, con la cancelación del coche familiar de 1985. Mazda Familia Van ofrecido después de este año era un rejuvenecido Nissan Sunny California, que era esencialmente la versión de coche familiar del Nissan Sunny.
Esta generación de Familia creció bastante, con la distancia entre ejes de la berlina de cuatro puertas, parecido al Toyota Camry.
El modelo de ES Norteamericano único Protegé que vino con el motor de 1.8 litros del Miata (aunque los internals no fueran el mismo) los frenos de disco a las 4 ruedas y las barras estabilizadoras duales.

### 1999-2001
Una novena generación renovada del 323/Familia fue presentada el 9 de junio de 1998 como un modelo de 1999. Los estilos de cuerpo eran la berlina de 5 puertas (vendido como el Protegé 5 en los Estados Unidos y Canadá, y Astina NU en algunos países asiáticos), en variantes de coche con portón trasero de 3 puertas, y coche de 5 puertas tradicional. Un 4EC la transmisión automática y dos transmisiones manuales de 5 velocidades estaban disponibles (el mejor manual para la persona orientada a la interpretación). Tipo de tracción opcional.
La plataforma del BJ en 1999 fue actualizada con una berlina de 4 puertas y con un chasis de coche con portón trasero de 5 puertas basado en el Mazda 626; más grande y más opciones de motor. El Mazda Familia otra vez consiguió la tracción a las cuatro ruedas como una opción. En América el motor del ES era todavía 1.8 litros, pero era una versión encogida del 626'S más bien, tenían un pack motor que hacía sensación por ser el motor más potente de la serie, y similar al del Miata. Los frenos de disco en el ES también fueron perdidos. El Familia Van y el Familia wagon fueron introducidos para el 2000, y siguieron siendo suministrados por Nissan.
La línea entera fue actualizada para 2001 con la estilización más aguda, una suspensión revisada y un nuevo sistema de audio. Un motor de 2.0 litros a gasolina apareció en 2001 en el mercado japonés. Una alta versión del Familia llamado el Mazda Premacy estaba también disponible, y éste fue vendido en Japón como el Ford Ixion.

### 2001-2002
Para el año 2001, Mazda introdujo el nuevo modelo en Norteamérica lanzado como "limited-editión Protegé MP3", con una nueva suspensión templada, llantas con rines de 17 pulgadas y unos 10 hp de ganancia (de 7.5 kW) para un total de 140cv (104 kW) que fue conseguido por una ECU de fábrica mejorado que hace avanzar el cronometraje de ignición y gases de combustión traseros, y retiro del Mazda VTCS sistema que dificultó la velocidad de aire en el distribuidor de consumo. El nombre sugiere el MP3 también vino de la fábrica con el equipo de música MP3 impulsado de Kenwood de 450 vatios completo con el subaltavoz para sonidos bajos impulsado de 10 pulgadas. Solo 1500 fueron producidos, 1000 de los azules y 500 amarillos/b].
También consiguió el Protegé una refacción de su carrocería, con una cara más aguda, el regreso de sus frenos de disco traseros y una suspensión más rígida, y el 1.8 L que crece a 2.0 L en los modelos de ES, hace también una opción en el LX, haciéndose el 2.0LX. Todo el 2001 el LX'S de Protege sin 2.0, la diferencia vino con la opción del 1.6 L

### 2004-2007
El Familia fue sustituido por el nuevo modelo de BK conocido como Axela/Mazda 3 para 2004. El Axela/Mazda3, berlina de 4 puertas como en variedades de coche con portón trasero de 5 puertas, con un motor de 2.0 litros en el 3i berlina y un motor de 2.3 litros en el 3s berlina y el coche con portón trasero. Este comparte una plataforma con la generación corriente del Volvo S40 y la segunda generación Ford Focus que no se vendió en Norteamérica.

## 2007 (solo en Japón)
Los 323 fueron vendidos en Japón como Mazda Lantis, en Australia y Sudáfrica como el Mazda 323 Astina, en Colombia como el Mazda Allegro y en Europa como el Mazda 323F. Ellos fueron construidos en plataformas distintas del otro 323 S. El chasis fue diseñado por antiguos diseñadores de Porsche.
La berlina de 4 puertas, y llamado Protegé en los EE. UU. Se destaca por ser un coche con portón trasero de 3 puertas; llamado Familia Neo en Japón, y en otros mercados 323 C, o conocido como el Lince Láser en Europa.
Un coche de alta gama llamado Familia Van también estaba disponible en Japón. En Sudáfrica este modelo era conocido como el Mazda Etude.
El Lantis CB era una actualización menor del CA, que sostuvo el nivel de alta gama y de lujo del Mazda Xedos 6 y del Eunos 500. El Europeo 323F era designado como el British Airways (BA), pero era realmente casi idéntico al CB y tuvo poco que ver con otras plataformas B. Estos modelos fueron vendidos con Motor 1.5 L y 1.8 L, así como con motores de 2.0 L V6, que era compartido con el Eunos 500.
La serie323/Familia Neo comenzó su producción para el mercado doméstico japonés en 1994. La firma propietaria de Mazda; Ford, lanzó una versión reformada que era mecánicamente el mismo coche, aunque con detalles en carrocería que lo hacían lucir diferente como los parachoques remozados, los faros y el capó renovados, similares a los del Ford Laser Lynxy lanzado igualmente en Japón y Australia. Este modelo estuvoa su vez disponible en el mercado australiano como el Ford Laser Lynx, cuando Mazda ya tenía al nuevo 323 Astina rodando y con buenos resultados, y se supone que llenaría el hueco de un coche con portón trasero, muy raro en la variedad de modelos de Mazda. Por extraño que parezca para contradecir a este, Mazda Australia también ofreció dos 323 en carrocerías de tipo berlina, el descapotable con capota dura Astina/Lantis y el 323 Protegé hasta que la producción de ambos modelos cesó en 1998. En ese entonces y para cubrir el bache se lanzó al mercado el nuevo Mazda 323 Neo en Nueva Zelanda. Este modelo presentó una escotilla trasera de cristal, como el Honda CR-X.
Estéticamente la Familia Neo era semejante al Mazda Lantis/323F y compartió una 2a. versión de 2 puertas, así como la suspensión y otras partes mecánicas del Lantis. El detalle superior del Mazda Neo fue rematado por un motor de 1800 c.c., del tipo DOHC de BP, que se fabricó con una salida de potencia de alrededor de 100 kW, este era el mismo motor puesto al Mazda Lantis. También fue vendido durante un solo año (1995) en Canadá como 323 Neo-GS. En Europa fue llamado 'Mazda 323 C (Cupé) y fue equipado con un bloque de 1.3 L SOHC (75 PS), 1.5 L DOHC 16V (88 PS), y 1.8 L DOHC 16V (115 PS).

## Motorizaciones
- 1963-1967 - 987 c.c.

- 2.0 L FS-ZE (2001 Sport 20)
- 2.0 L RF Diésel

- 2002-2004 - 1.8 L (1840 c.c.) BP, FI, 16-valve DOHC, 131cv (96 kW)/118 ft·lbf (160 N·m)

2.0 L.(2011 c.c.).
- 2004-2007 - 1.8 L (1840 c.c.) BP, FI, 16-valve DOHC, 131cv (96 kW)/118 ft·lbf (160 N·m)